# فوئیپیانو وله ایمانیا
فوئیپیانو وله ایمانیا (به ایتالیایی: Fuipiano Valle Imagna) یک کومونه در ایتالیا است که در استان برگامو واقع شده‌است. فوئیپیانو وله ایمانیا ۴٫۲ کیلومتر مربع مساحت و ۲۳۸ نفر جمعیت دارد و ۱٬۰۱۹ متر بالاتر از سطح دریا واقع شده‌است.